# Con tàu Khufu

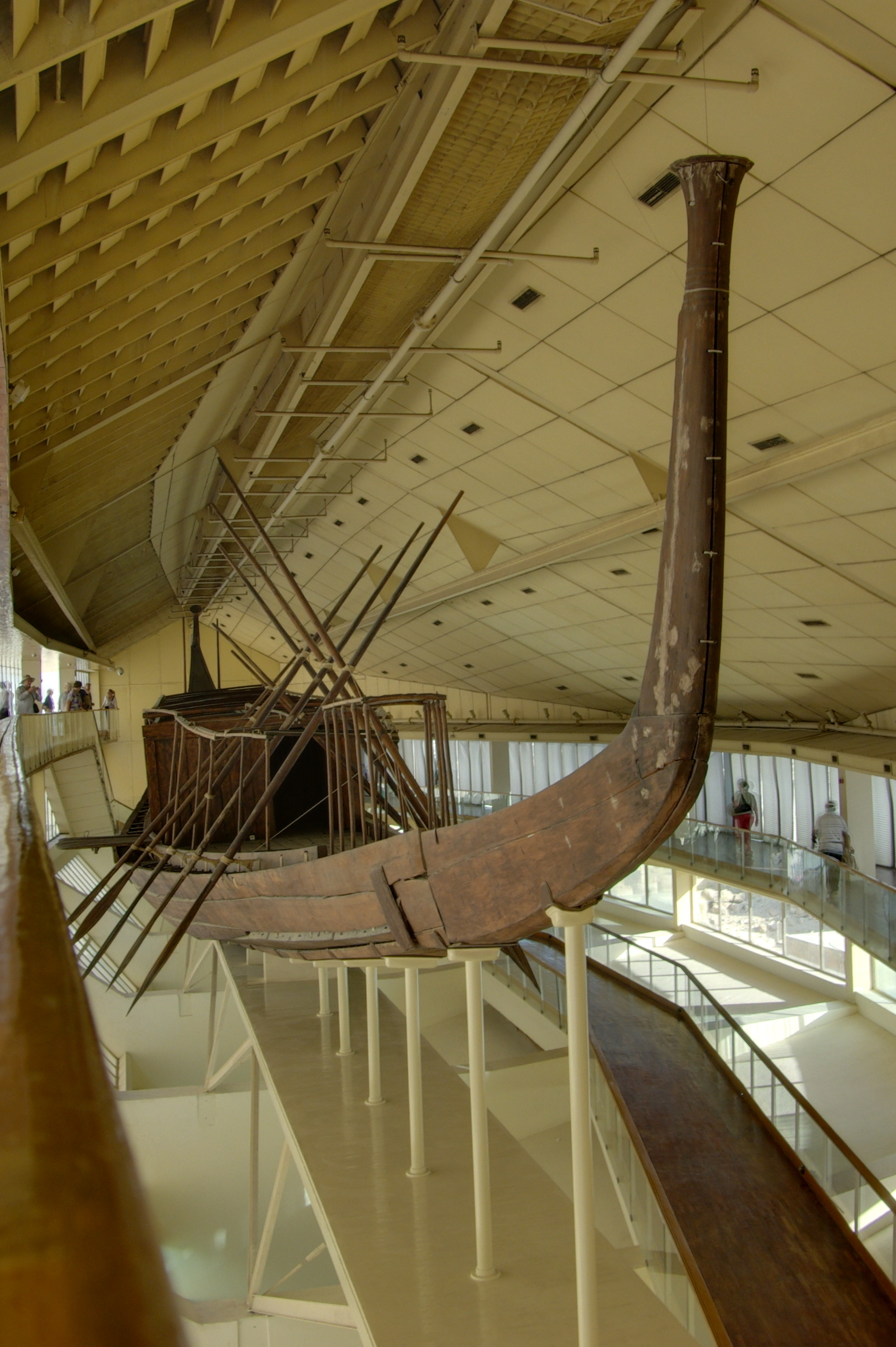
Bản tái tạo "con tàu mặt trời" của Khufu

Con tàu Khufu là một con tàu còn nguyên vẹn, nó có từ thời Ai Cập Cổ đại và đã được niêm phong ở một cái hố trong các kim tự tháp Giza, xung quanh chân của Đại Kim tự tháp Kheops cách đây hơn năm 2500 trước Công nguyên. Các tàu này hiện đang được bảo quản trong bảo tàng Con tàu Mặt Trời Giza.
Con tàu gần như chắc chắn được xây dựng cho vua Khufu, vị pharaon thứ hai của Vương triều thứ 4 của Cổ Vương quốc Ai Cập.

## Lịch sử và kích thước
Con tàu của Khufu là một trong những tàu thuyền lâu đời nhất và được bảo quản tốt nhất từ thời cổ đại. Nó có kích thước: dài 43.6 m (143 ft) và rộng 5.9 m (19.5 ft).
Con tàu được một trong hai người phát hiện lại vào năm 1954 bởi Kamal el-Mallakh, khi phát hiện nó không bị ảnh hưởng gì nặng. Nó được chôn trong một cái hố để bảo quản được lâu dài. Không ai biết rõ về việc sử dụng nó, có thể nó được dùng làm thuyền đưa tang khi chôn cất vua Khufu và người khác.

## Hình ảnh

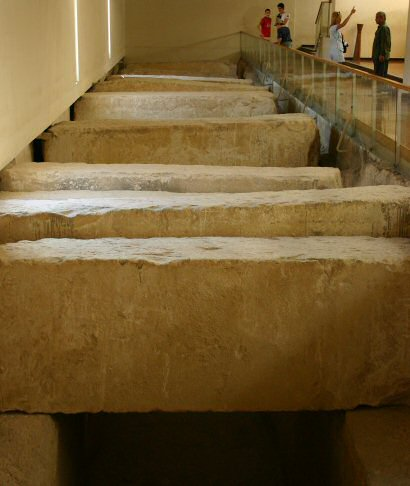
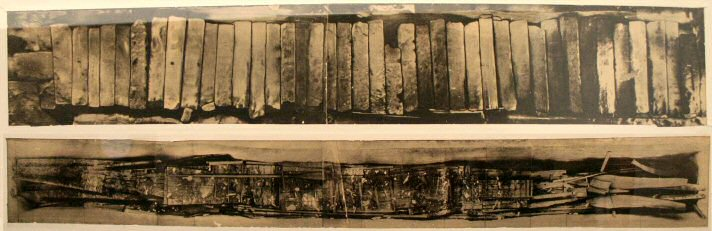
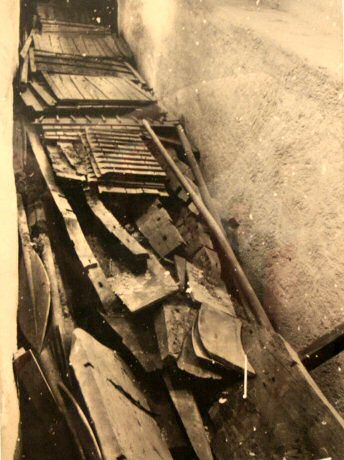
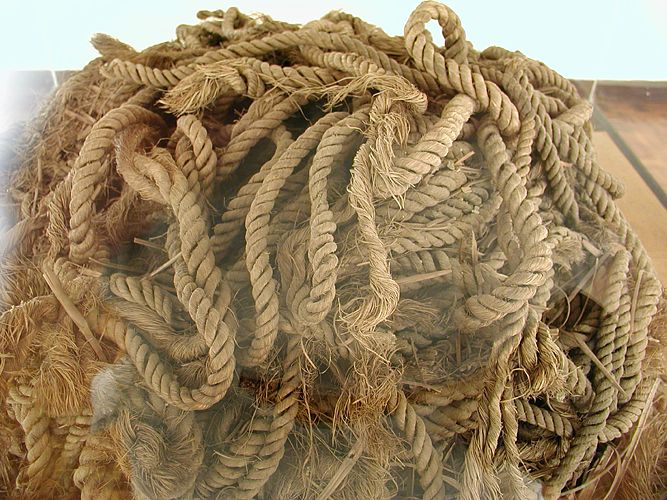
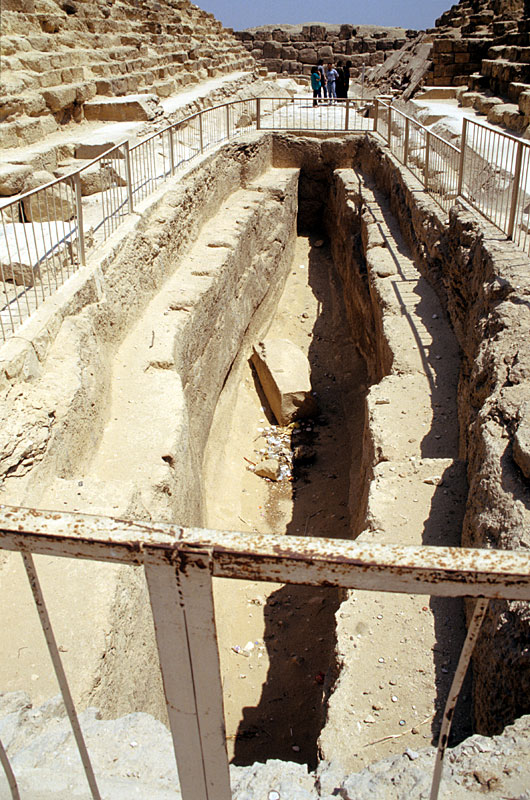
Hố chôn con tàu
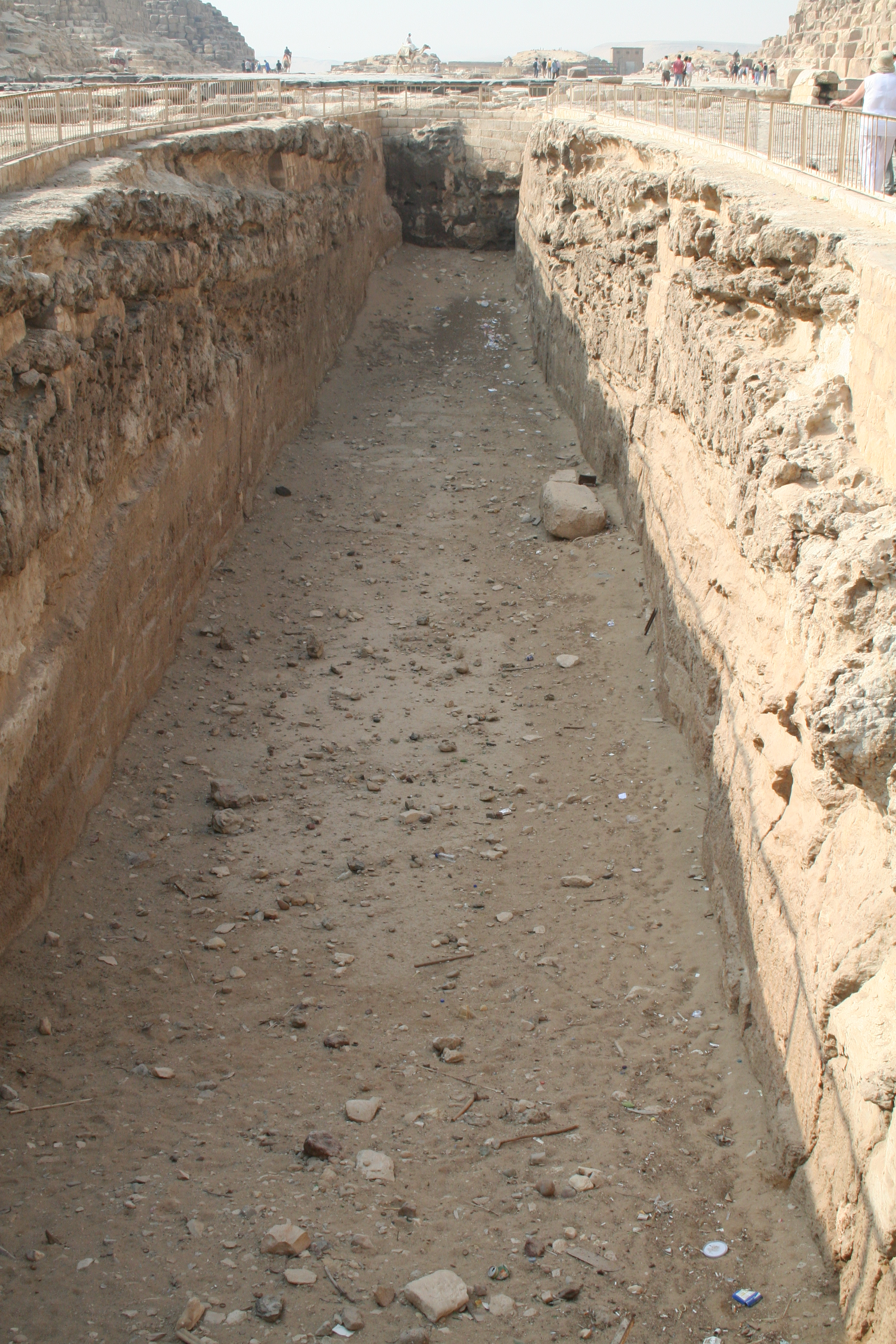
Hố chôn một trong những con tàu của Khufu